# 스윗 앤 로다운
《스윗 앤 로다운》(영어: Sweet and Lowdown)은 미국에서 제작된 우디 앨런 감독의 1999년 코미디 드라마 모큐멘터리 영화이다. 숀 펜 등이 출연하였고, 진 두메이니언 등이 제작에 참여하였다.
이 영화는 앨런의 연출작 중 가장 좋은 평가를 받은 작품 가운데 하나이다.

## 줄거리
에멧 레이는 1930년대 RCA 빅터에서 몇 장의 음반을 발매하여 어느 정도 명성을 얻었으나, 의문의 상황 속에서 대중의 시야에서 사라진 재즈 기타리스트이다. 그는 재능 있는 음악가이지만, 대중의 시야에서 사라진 후 그의 개인적인 삶은 혼란에 빠졌다. 그는 과음으로 인해 퀸텟과의 공연에 늦거나 심지어 불참하는 경우가 많다. 그는 사치스럽게 돈을 쓰고, 바람둥이이자 포주이다. 음악을 연주하거나 여자를 쫓지 않을 때는 쓰레기장에서 쥐를 쏘고 지나가는 기차를 구경한다.
레이는 유명한 기타리스트 장고 라인하르트를 너무나도 숭배하여, 라인하르트가 관객석에 있다는 거짓 소문을 듣고 심한 무대 공포증으로 나이트클럽 공연에서 도망쳤다고 한다.
자신의 드러머와 더블 데이트를 하던 중, 레이는 수줍음 많고 함묵인 세탁부 해티를 만난다. 의사소통의 어려움으로 인한 처음의 좌절을 극복한 후, 레이와 해티는 다정하고 친밀한 관계를 형성한다. 그러나 레이는 자신의 지위에 있는 음악가는 한 여자에게 정착해서는 안 된다고 확신한다. 이 때문에 레이는 사교계 명사 블랑쉬 윌리엄스와 결혼한다. 그러나 윌리엄스는 레이를 하층 계급 삶의 다채로운 예시이자 자신의 문학적 글쓰기에 영감을 주는 원천으로 여긴다. 결혼 생활 동안 레이는 악몽에 시달리고 잠결에 해티의 이름을 외친다.
윌리엄스가 갱스터 앨 토리오와 바람을 피우자, 레이는 그녀를 떠나 해티를 찾아간다. 그는 그녀가 자신을 다시 받아줄 것이라고 생각하지만, 그녀가 행복하게 결혼하여 가정을 꾸리고 있다는 것을 알게 된다. 레이는 낙심하여 해티를 떠난 것이 실수였다고 한탄한다. 우디 앨런과 나머지 다큐멘터리 전문가들은 레이의 마지막 작품들이 전설적이며 마침내 라인하르트의 수준에 도달했다고 언급한다.

## 출연진
- 숀 펜
- 서맨사 모턴
- 앤서니 러팔리아
- 우마 서먼
- 제임스 어배니액
- 존 워터스
- 그레천 몰
- 데니스 오헤어
- 몰리 프라이스
- 브라이언 마킨슨
- 토니 대로
- 브래드 개릿
- 더글러스 맥그래스
- 우디 앨런

## 기타 제작진
- 공동 제작: 리처드 브릭
- 배역: 로라 로즌솔, 줄리엣 테일러
- 미술: 산토 로콰스토
- 의상: 로라 커닝햄 바워
- 음악 편곡·지휘: 딕 하이먼